# Hexakarbonyl molybdenu
Hexakarbonyl molybdenu je chemická sloučenina se vzorcem Mo(CO)6. Jedná se, podobně jako u hexakabonylů chromu a wolframu, o těkavou, na vzduchu stálou, pevnou látku obsahující kov v oxidačním čísle 0.

## Struktura a vlastnosti
Mo(CO)6 má oktaedrickou geometrii vytvořenou šesti CO ligandy navázanými na atom Mo.
Mo(CO)6 se připravuje redukcí chloridů nebo oxidů molybdenu oxidem uhelnatým, díky jeho nízké ceně ale není nutná příprava v laboratoři. Na vzduchu je stálý a v nepolárních organických rozpouštědlech jen málo rozpustný.

## Výskyt
Mo(CO)6 byl nalezen na skládkách a v odpadních vodách, kde se vyskytují redukční anaerobní podmínky, napomáhající jeho tvorbě.

## Využití ve výzkumu
Hexakarbonyl molybdenu je často používán ve výzkumu. Jeden nebo více CO ligandů lze nahradit jinými a vytvořit tak další komplexy. Mo(CO)6, [Mo(CO)3(MeCN)3] a obdobné sloučeniny se používají jako katalyzátory v organické syntéze, například při metatezích alkynů a Pausonových–Khandových reakcích.
Mo(CO)6 reaguje s 2,2′-bipyridinem za vzniku Mo(CO)4(bipy). Ultrafialovou fotolýzou roztoku Mo(CO)6 v tetrahydrofuranu vzniká Mo(CO)5(THF).

### [Mo(CO)4(piperidin)2]
Tepelnou reakcí Mo(CO)6 s piperidinem vzniká komplex Mo(CO)4(piperidin)2. Piperidinové ligandy jsou zde nestálé, což umožňuje navázání jiných ligandů za mírných podmínek; například reakcí s trifenylfosfinem ve vroucím dichlormethanu (teplota varu kolem 40 °C) se vytváří cis-[Mo(CO)4(PPh3)2]. Tento cis- komplex se v toluenu izomerizuje na trans-[Mo(CO)4(PPh3)2].

### [Mo(CO)3(MeCN)3]
Mo(CO)6 lze také přeměnit na tris(acetonitril)ový komplex; ten se dá použít jako zdroj Mo(CO)3, kde například reakcí s allylchloridem vzniká [MoCl(allyl)(CO)2(MeCN)2], zatímco za přítomnosti KTp se tvoří anion [MoTp(CO)3]− a reakcí s cyklopentadienidem sodným [MoCp(CO)3]−. Tyto anionty reagují s řadou různých elektrofilů. Podobným zdrojem Mo(CO)3 je trikarbonyl cykloheptatrienmolybdenu.

### Zdroj atomů Mo
Hexakarbonyl molybdenu se používá při depozici indukované paprskem elektronů, protože se snadno odpařuje a následně paprskem elektronů rozkládá za uvolnění atomů molybdenu.

## Bezpečnost
Stejně jako ostatní karbonyly kovů je Mo(CO)6 nebezpečný jakožto těkavý zdroj kovu a oxidu uhelnatého.